# Mukhed
Mukhed es una ciudad y  municipio situada en el distrito de Nanded en el estado de Maharashtra (India). Su población es de 27650 habitantes (2011). Se encuentra a 47 km de Nanded Waghala.

## Demografía
Según el censo de 2011 la población de Mukhed era de 27650 habitantes, de los cuales 14184 eran hombres y 13466 eran mujeres. Mukhed tiene una tasa media de alfabetización del 81,06 %, inferior a la media estatal del 82,34%: la alfabetización masculina es del 88,70%, y la alfabetización femenina del 73,09%.